# Adventisté sedmého dne
Církev adventistů sedmého dne je protestantská denominace, která vznikla v rámci eschatologického hnutí protestantských církví známého jako Druhé velké probuzení ve Spojených státech v 19. století. V Česku, kde patří mezi misijně nejaktivnější církve, má zhruba stovku kazatelů a 7551 členů k roku 2014 a na konci roku 2015 celosvětově počet členů církve přesáhl hranici 21 milionů. Církev adventistů sedmého dne patří mezi nejrychleji rostoucí církve na světě.
Měřítkem jejich života je Bible. Očekávají druhý příchod Ježíše Krista a světí sobotu na oslavu Božího stvořitelského díla.
Teologie adventistů sedmého dne navazuje na protestantské směry v USA v 19. století (např. metodisty). Významnou roli při formování církve sehrála Ellen G. Whiteová (1827–1915), o které adventisté věří, že splňuje biblická kritéria pro rozpoznání pravého Božího proroka.
Ellen G. Whiteová ovlivnila církev především svými prorockými vizemi, dále ji ovlivnila po organizační stránce a důraz kladla také na harmonický životní styl a zdravou životosprávu.
Adventisté se angažují ve veřejném životě, zejména v oblasti humanitární práce (založili a řídí humanitární organizaci ADRA) a náboženské svobody.

## Organizace

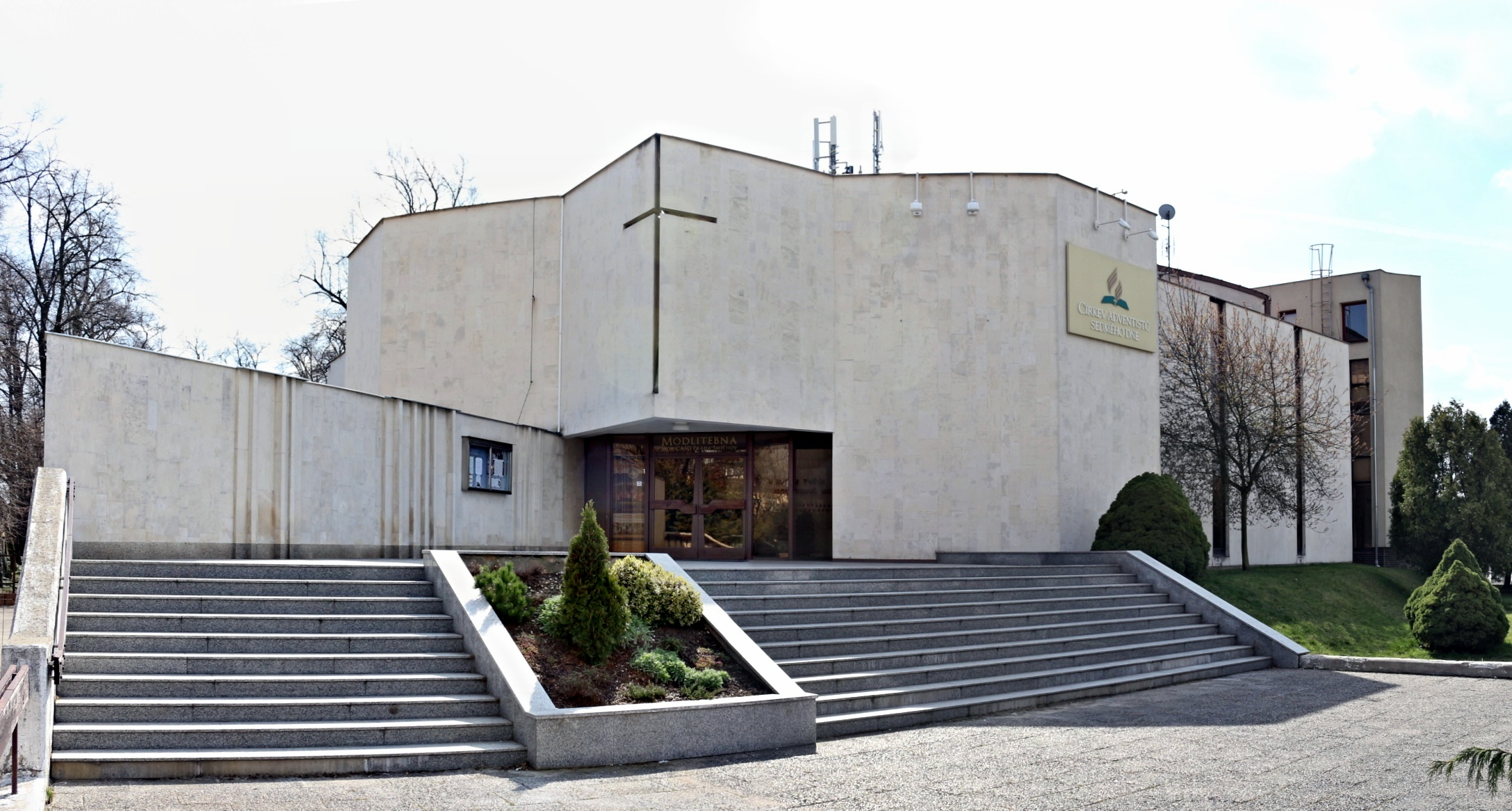
Modlitebna CASD na Malvazinkách v Praze 5-Smíchově

Vrcholným orgánem církve je Generální konference. Generální konference spravuje třináct světových divizí, které sestávají z unií. Jednou z unií v rámci Inter-evropské divize je i Československá unie se sídlem v Praze.
Unie spravují sdružení. Praha je sídlem Českého sdružení, Moravskoslezské sdružení má své ústředí v Ostravě.

## Dějiny adventismu ve světě
William Miller předpověděl na základě veršů z Daniela 8,14–16 a principu „jeden rok = jeden den“, že se Ježíš Kristus vrátí na Zem v období mezi jarem roku 1843 a jarem roku 1844. Poté v létě roku 1844 millerité upřesnili výpočet Ježíšova návratu na 22. října 1844. Když se to nestalo (událost známá jako „velké zklamání“), většina z jeho následovníků se rozpustila a vrátila do svých původních církví.
Někteří millerité přišli s přesvědčením, že Millerovy výpočty byly správné, ale že jeho výklad veršů z Daniela byl špatný, když předpokládal, že to bude Země, „která měla být očištěna“. Tito adventisté došli k přesvědčení, že verše z Daniela předpovídaly vstup Krista do Nebeské svatyně, nikoli jeho druhý příchod na Zem. Toto nové učení o Svatyni v nebi se stalo důležitou součástí jejich víry. Během několika příštích desetiletí se toto učení vyvinulo do doktríny vyšetřovacího soudu.
Tento vyšetřovací soud byl zahájen v roce 1844 v Nebeské svatyni, a křesťané v něm budou souzeni, zdali jsou způsobilí pro spasení, a současně při tomto soudu bude potvrzena Boží spravedlnost před celým vesmírem. Tato skupina adventistů stále věří, že Kristův druhý příchod je velmi blízko. Další termín Kristova příchodu již nestanovili s odkazem na verš ze Zjevení Janova 10,6 „lhůta je u konce“.
Jako počátek této církve se ovšem obyčejně udává až rok 1863.

## Dějiny adventismu v Českých zemích

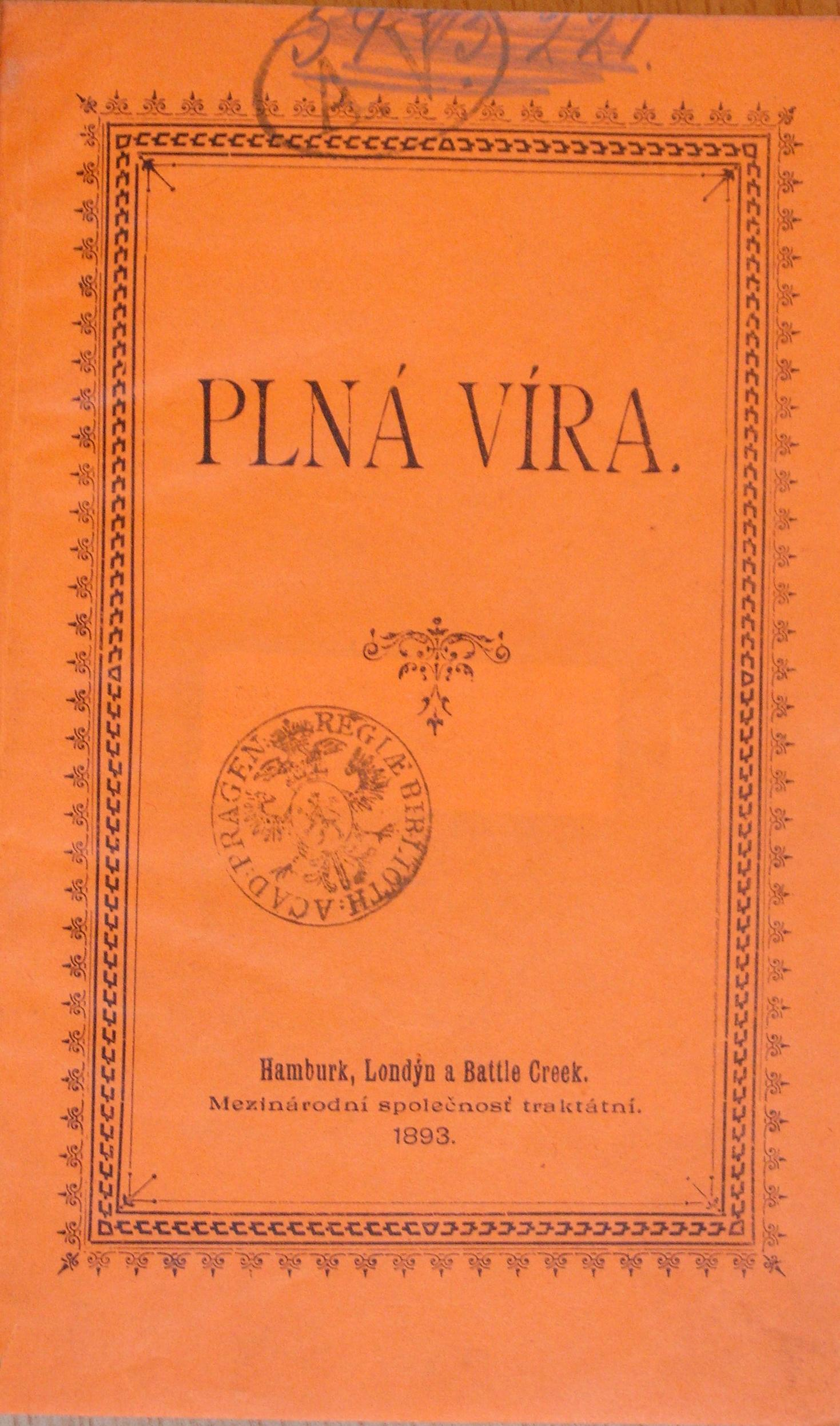
Jedna z prvních adventistických publikací v češtině z roku 1893

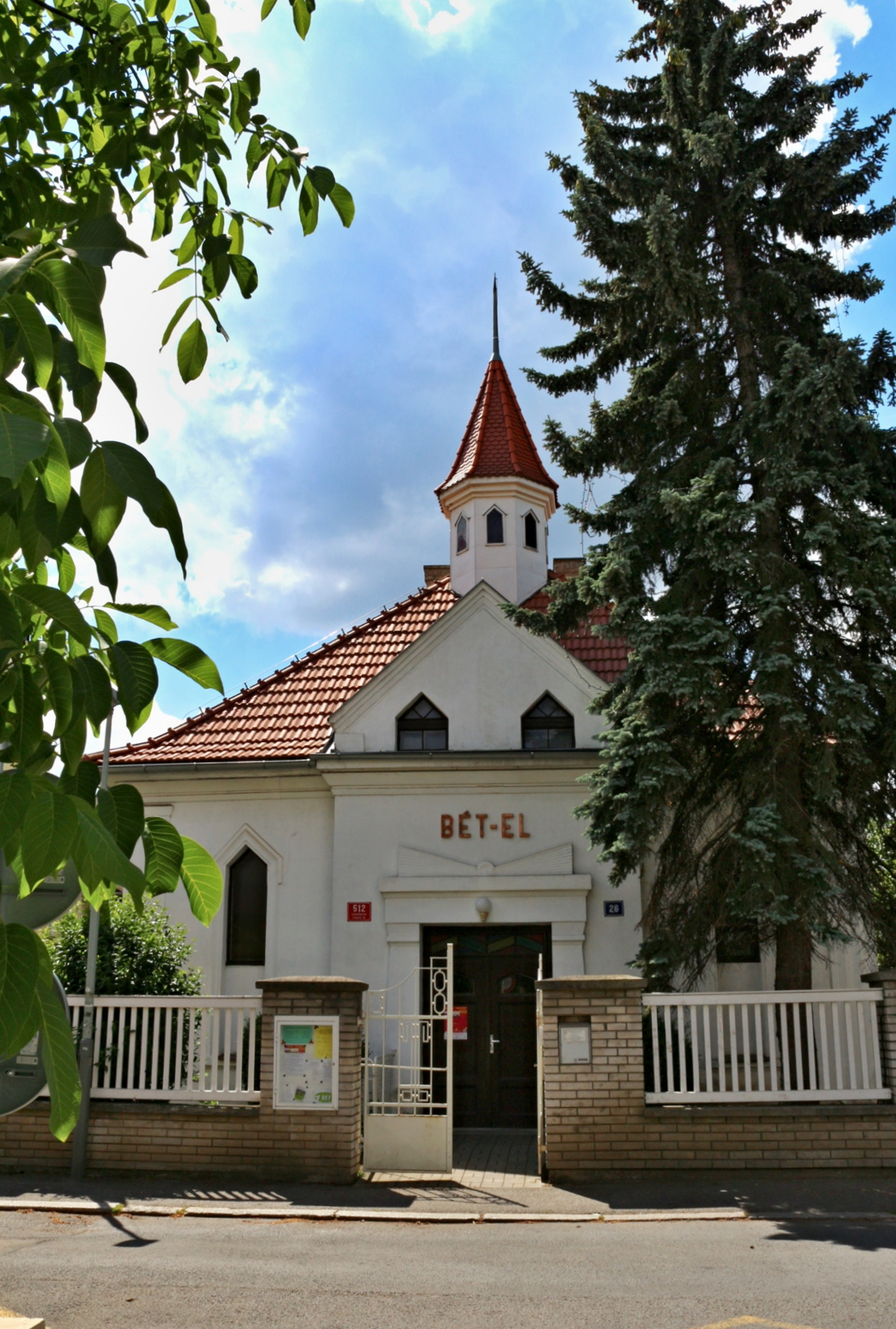
Sbor Církve Adventistů sedmého dne Praha-Strašnice

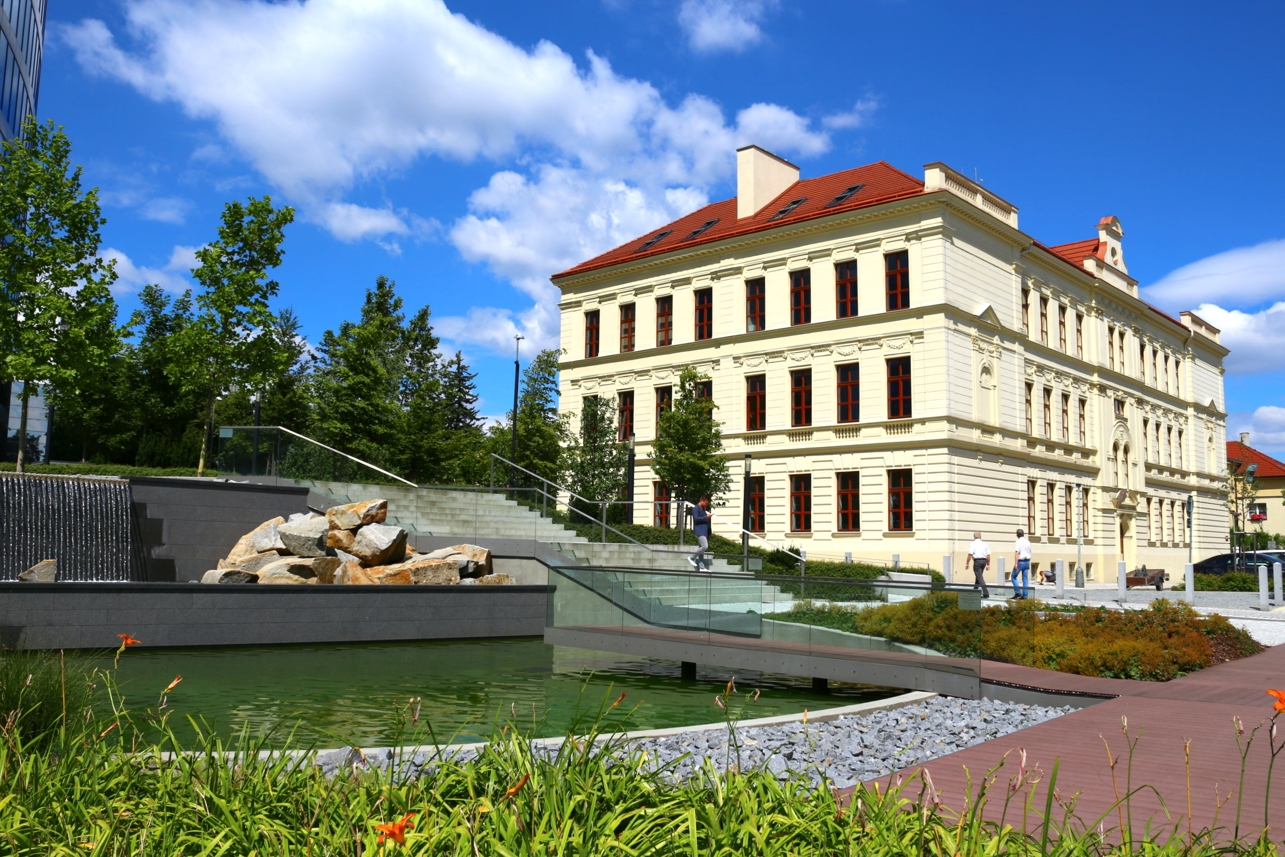
Budova ZŠ a MŠ Elijáš v Praze-Michli

Do českých zemí se adventismus sedmého dne dostal na počátku 90. let 19. století, když se do vlasti vrátil Antonín Šimon (pokřtěný adventisty roku 1892), který se s tímto vyznáním setkal v Německu. Ten se pokusil tuto víru šířit dále, především pomocí překládání adventistických spisů do češtiny. První adventistická díla tak byla vydána již v roce 1893. V roce 1902 byl založen první adventistický sbor v Praze. V roce následujícím vyšlo první číslo adventistického časopisu Hlasatel pravdy, který však pravidelně vycházel až od roku 1906. Roku 1907 vznikla na základě spolkového zákona Společnost většího světla, která sbory sdružovala. Rozvoj adventistické misie je spojen se založením Spolku křesťanských mužů a žen v roce 1908 a k rozšíření adventismu došlo především ve Slezsku, o což se postaral především Julius Peter z Bílska, jenž se podobně jako Šimon setkal s adventismem v Německu. V době první světové války byl spolek zastřešující adventisty zakázán, přesto však počet adventistů v českých zemích přibýval a v době vzniku Československa žilo na jeho území přes 1000 adventistů sedmého dne.
V roce 1919 vzniklo nové správní uskupení Československá unie Církve adventistů sedmého dne, s pěti podřízenými správními celky (misijní pole a sdružení). V meziválečném Československu tito křesťané vystupovali jako Misijní společnost adventistů sedmého dne a později v roce 1922 se podařilo zaregistrovat nový spolek s názvem Československá jednota adventistů sedmého dne, jenž církev právně zastupoval, o tři roky později byl založen Misijní ústav v Loděnici. Koncem dvacátých let pod vlivem německých adventistů církev započala s dobročinnou aktivitou, snažící se zmírnit dopady začínající hospodářské krize.
Za druhé světové války bylo gestapem uzavřeno církevní nakladatelství a v koncentračních táborech zahynuli tři čeští adventisté. S výjimkou sborů na Těšínsku a několika dalších však církev mohla po celou dobu války konat bohoslužby. Poválečné vyhnání sudetských Němců, s nímž odešlo z Československa okolo 1000 adventistů německé národnosti, snížilo velmi dramaticky počet členů církve v Československu, následné poválečné misijní úspěchy však tuto ztrátu zacelily. V roce 1946 byla v Praze-Krči založena Škola biblických nauk.
Početní růst členů církve byl zastaven komunistickým převratem v roce 1948 a následnými restrikcemi ze strany komunistického režimu. V roce 1950 byla uzavřena Škola biblických nauk, v následujícím roce bylo propuštěno 80 % kazatelů. Tlak státní správy na adventisty, aby se vzdali svého zvyku nepracovat v sobotu a stejně tak neposílat své děti v tento den do školy, vyvrcholil v roce 1952, kdy byla tato církev administrativním (tedy ne právním) zákrokem zakázána a veškerý movitý i nemovitý majetek státními orgány zabaven. I přes následnou perzekuci se adventisté i nadále tajně scházeli k bohoslužbám. Od roku 1954 byli adventističtí kazatelé trestně stíháni a tato perzekuce vyvrcholila v létě 1955 procesem proti 7 slovenským kazatelům odsouzeným k trestům odnětí svobody od 2 do 7 let. Tlak na členy byl vyvíjen především vyhrůžkou postihu jejich dětí za jejich sobotní absence ve škole. Minimálně 6 dětí adventistů bylo z náboženských důvodů nařízením soudu odebráno rodičům a umístěno do ústavní péče. Nekontrolovatelná činnost této církve se pro komunistický režim stala postupně větším zlem a tak se strana rozhodla od svého rozhodnutí ustoupit a ÚV KSČ povolil v říjnu 1955 obnovení církve. Po obnovení činnosti církve v roce 1956 zůstal státu zabavený majetek a vedoucí představitelé církve museli slíbit, že děti adventistů začnou chodit v sobotu do školy. Adventismus v Československu i nadále početně sílil, i když už jen pozvolna.
V roce 1968 se církvi podaří využít demokratizace politického života. Byla obnovena sdružení zakázaná v roce 1950, opět začal vycházet církevní časopis a byl založen bohoslovecký seminář. Přestože některé z těchto výhod byly po okupaci Československa v srpnu 1968 odvolány, stav církevního života se před rok 1968 již nevrátil. I nadále se jednotlivě objevovaly případy perzekuce adventistů ve výkonu vojenské služby, působení kazatelů, při organizování akcí pro děti a mládež, veřejném působení či v možnosti dosažení středního a vyššího vzdělání, oficiálně ale byla církev tolerována. 
Po převratu v letech 1989 a 1990 církev postupně v nových svobodných podmínkách rozvinula svou službu a zapojila se do veřejného dění především humanitární činností své organizace ADRA, biblickými přednáškami a kurzy pro veřejnost, osvětou na téma zdraví a životní styl nebo nabídkou zdravého využití volného času pro děti a mládež v Klubu Pathfinder. V 90. letech zažila církev výrazný příliv nových členů, vznik řady nových sborů a vymanila se ze společenské izolace. V současnosti je církev v ČR respektovanou křesťanskou denominací,[zdroj⁠?!] její duchovní slouží ve školách, sociálních zařízeních, jako kaplani v nemocnicích, armádě a věznicích, vystupují ve sdělovacích prostředcích a pomáhají rozvíjet veřejný život a občanskou společnost v regionech. Církev má své internetové rádio AWR, internetovou televizi HopeTV, vydavatelství knih a časopisů Advent-Orion, kolportéry zdravotní a duchovní literatury, Vyšší odbornou školu, Adventistický Teologický Institut (ATI) otevřený pro každého zájemce bez nutnosti navazovat kazatelskou službou, Teologický seminář Sázava, mateřskou, základní školu a lyceum Elijáš v Praze a řadu partnerů z řad občanských iniciativ.

## Statistika

### Svět
Celosvětový počet členů Církve adventistů sedmého dne.
|                             |                             | 2006       | 2011       | 2012       | 2014       |
| Počet sborů                 | Počet sborů                 | 61 818     | 72 144     | 74 299     | 78 810     |
| Počet skupin                | Počet skupin                | 61 361     | 67 078     | 67 669     | 69 213     |
| Počet členů                 | Počet členů                 | 15 115 806 | 17 479 890 | 17 881 491 | 18 479 257 |
| Celkově přijato             | Celkově přijato             |            | 1 139 000  | 1 114 574  | 1 091 222  |
|                             | Křtem                       |            | 1 109 219  | 1 082 654  | 1 057 645  |
|                             | Vyznáním víry               |            | 29 781     | 31 920     | 33 577     |
| Počet vysvěcených kazatelů  | Počet vysvěcených kazatelů  | 15 813     | 17 530     | 18 182     | 18 846     |
| Celkový počet zaměstnanců   | Celkový počet zaměstnanců   | 201 646    | 232 168    | 255 982    | 260 181    |
| Počet zemí, kde CASD působí | Počet zemí, kde CASD působí | 203        | 208        | 216        | 216        |
| Počet používaných jazyků    | Počet používaných jazyků    | 885        | 927        |            | 947        |
| Počet škol                  | Počet škol                  | 7284       | 7883       | 7842       | 7579       |
|                             | Základní                    | 5666       | 5815       | 5714       |            |
|                             | Střední                     | 1470       | 1908       | 1969       | 2050       |
|                             | Vysoké (vyšší)              | 106        | 112        | 113        | 114        |
|                             | Vzdělávací střediska        | 42         | 48         | 46         | 44         |
| Počet nemocnic a sanatorií  | Počet nemocnic a sanatorií  | 168        | 172        | 175        | 173        |

### Česká republika

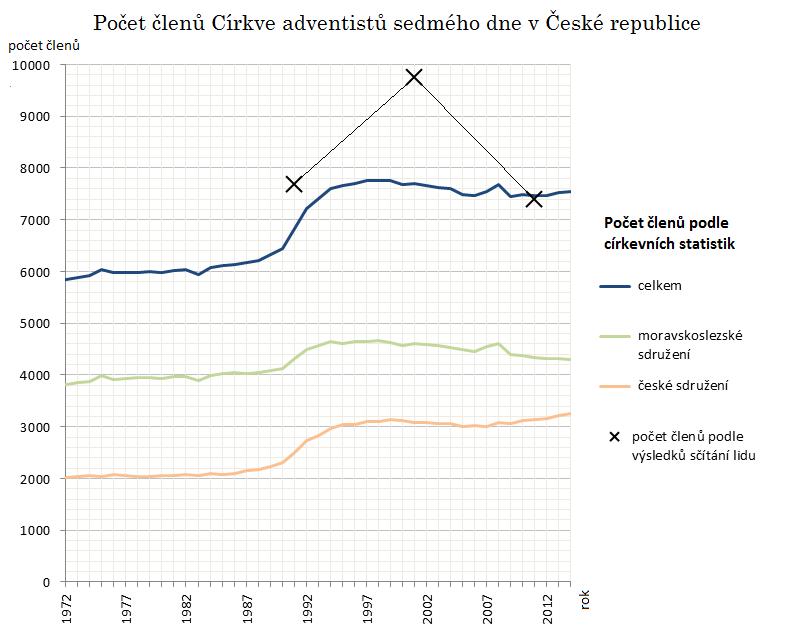
Statistika počtu členů Církve adventistů sedmého dne v České republice

Údaje o Církvi adventistů sedmého dne v České republice (z 31. 3. 2008):[zdroj?]
- 7 425 členů (3012 v české a 4413 v moravsko-slezské správní oblasti), kteří se scházejí ve 143 sborech a 24 skupinách. Počet členů v dalších letech stoupal. V roce 2011 při sčítání lidu v ČR na asi 7480 a v roce 2014 už na asi 7550–7600
- počet aktivních duchovních a misijních pracovníku 91 (2008)

Věková struktura Církve adventistů sedmého dne v České republice roku 2011

## Věrouka

### Věrouka o Bohu (věroučný článek 1–5)
Adventisté učí, že Bible, Starý a Nový zákon, je psané Boží slovo, inspirované Duchem svatým, obsahující znalosti potřebné pro záchranu, neomylné zjevení Boží vůle. V souladu s povahou vykazuje věroučný základ a důvěryhodný popis Božích skutků v historii. Přijímá učení o Trojici: Otec, Syn a Duch svatý, je trojjediná věčná osoba. Bůh je nesmrtelný, laskavý, slitovný, shovívavý, nejvýše milosrdný, věrný, prostý, vševědoucí, všemocný, nekonečný, nepochopitelný a hodný uctívání. Ježíš je plně Bohem a plně člověkem.

### Věrouka o člověku (věroučný článek 6–7)
Adventisté učí, že Bůh je Stvořitelem všech věcí, on vytvořil lidi z lásky a dává jim svobodu volby. Stvoření popsané v První knize Mojžíšově v šesti dnech je považováno za pravdivý příběh. Sobota je památník tohoto stvoření, jak je i uvedeno v desateru ve čtvrtém přikázání. První lidé, muž a žena, byli stvořeni k obrazu Božímu; ač svobodné bytosti, jsou závislé na Bohu za dech života. Mají povinnost pečovat o zem. Ale kvůli své neposlušnosti se veškeré lidstvo stalo smrtelným.

### Věrouka o spasení (věroučný článek 8–11)
Adventisté učí, že lidstvo je zapojeno do „velkého sporu“, do konfliktu mezi Kristem a satanem, v němž jde o Boží charakter, o Boží právo a jeho vládu nad vesmírem. Jeden anděl se stal Satanem, který chce sedět na trůnu Boha, obvinil jej z nespravedlnosti a tyranství. Vedl anděly a lidstvo ve své vzpouře proti němu. Naše dobré skutky nás nemohou zachránit, ale svou smrtí na kříži Ježíš osvobodil kající se hříšníky ze smrti a Bůh jim dal milost a odpuštění. Spasení je dar od Boha. Ten, kdo jej přijme, uvěří v Boha a bude se kát, se znovu narodí a bude znovuzrozen Duchem svatým.

### Věrouka o církvi (věroučný článek 12–18)
Adventisté učí, že církev je univerzální společenství věřících všech lidí a národů, sjednocená a rovná před Kristem, kteří ho uznali jako Pána a Spasitele. Scházejí se k uctívání, k vzájemnému společenství, k učení se Božího slova, ke službě lidstvu a k šíření evangelia. Křest ponořením je znamením obrácení, veřejný akt oddanosti Bohu, vstup do církve a symbolem ukončení hříšného života a vzkříšení k novému životu v Kristu. Křest je dobrovolný z vlastního přesvědčení.
Adventisté učí, že na konci doby je stanoven „ostatek“, který bude dodržovat všechny Boží přikázání a Ježíšovu víru. Bude hlásat, že rozsudek v nebi začal a bude odhalovat krásu Božího charakteru a bude milovat Boha. Dar proroctví je jedním z jejích vlastností. Bůh vybavuje věřící duchovními dary, aby sloužily a posílili církev.

### Věrouka o křesťanském životě (věroučný článek 19–23)
Adventisté učí, že univerzální a věčné zásady Božího zákona jsou vyjádřeny v Desateru a ilustrovány v životě Ježíše Krista. Spasení je z milosti a ne ze skutků, ale výsledkem láskyplného vztahu k Bohu je poslušnost jeho přikázání. Sobota (podle čtvrtého přikázání) byla dána od Boha celému lidstvu, aby si připomínalo a slavilo jeho stvoření. Vyzývají k dodržování sedmého dne (soboty) jako dne odpočinku a dne uctívání Ježíše, pána soboty. Křesťané dělají Bohu čest svým hospodařením, svým využíváním času, svým talentem i svým tělem. Ctí a respektují manželství v láskyplném vztahu.

### Věrouka o posledních událostech (věroučný článek 24–28)
Adventisté sedmého dne se označují jako prorocké hnutí a oznamují Kristův návrat, „radostnou zprávu“ křesťanství. Vidí důkazy jeho blízkého příchodu. Studují proroctví Bible, dějiny spásy a dobu konce. Učí, že Ježíš Kristus je jediným prostředníkem mezi Bohem a lidmi. Ježíš se přimlouvá za lidi v nebeské svatyni od jeho nanebevzetí. V roce 1844 začal vyšetřující soud ve Svatyni. Tento soud skončí těsně před návratem Krista.
Adventisté učí, že duše není nesmrtelná. Součástí smrti je „spánek“ v tom smyslu, že „první smrt“ je stav bezvědomí, ale není definitivní. Všechny lidské bytosti budou vzkříšeny, a to buď pro život věčný, nebo proto, aby čelily poslednímu soudu. Po návratu Krista, živí a zmrtvýchvstalí, kteří budou ospravedlněni, půjdou do nebe, ostatní po tisíc let ještě zůstanou v hrobech. Po tisíc let budou zachránění zkoumat knihy života, které dokumentují život ztracených. Adventisté říkají, že se Bůh nikdy neplete, ale že nesmí zůstat ani stín pochybností nad jeho rozhodnutím a nad jeho spravedlností. Toto zkoumání potvrdí rozhodnutí vyšetřujícího soudu. Po tisíci letech budou vzkříšeni všichni odsouzení, budou seznámeni s rozsudkem a zemřou „druhou smrtí“ konečnou a věčnou. Zničení Satana a zla tak bude konečné. Země bude obnovena do svého původního stavu dokonalosti.

## Kritika
Církev adventistů sedmého dne je mimo jiné často kritizována za svůj pocit výjimečnosti, za skrytou misii a za Ellen G. Whiteovou. 

### Výjimečnost
Církev adventistů si od počátku podržuje vědomí své jedinečnosti mezi ostatními církvemi, které – podle názoru adventistů – nejsou poslušny Boha v příkaze dodržovat sobotu jako den odpočinku.
Oproti skutečnému chápání, jak jej popisuje Vojtíšek, je zde teologický pohled na výjimečnost, tedy že plnost svátosti a požehnání je v církvi adventistů, ale uznává Boží působení i v jiných církvích.
Zdeněk R. Nešpor ve své práci Jaká víra? pro Sociologický ústav Akademie věd České republiky uvedl publikaci Zdeňka Vojtíška a Tomáše Novotného Základní orientace v nových náboženských hnutích z roku 1994 jako „úhel pohledu antikultovních hnutí, kdy se vědecká deskripce fenoménu nebezpečně mísí s jeho teologickým hodnocením“ a hodnotí ho jako „problematický diskurs“, který je navíc organizačně zaštítěn organizacemi, které pan Vojtíšek založil.
Podle Dušana Lužného je Zdeněk Vojtíšek často vyhledáván masmédii, aby se vyjadřoval k problematice nových náboženských hnutí, která jsou následně líčena většinou černobíle jako „nebezpečné, popř. obskurní, před nimiž by se měl mít normální člověk na pozoru“, k čemuž „Velkou měrou ... přispělo působení Společnosti pro studium sekt a nových náboženských směrů“. Ve svém příspěvku do sborníku sociologického ústavu Akademie věd České republiky popisuje negativní postoj Vojtíška vůči Scientologii a Církvi sjednocení, který zastává v médiích, a upozorňuje, že výklad pana Vojtíška v knize Encyklopedie náboženských směrů v České republice. Náboženství, církve, sekty, duchovní společenství „je podřízen antikultovní argumentaci“.

### Misie
Podobně jako svědkové Jehovovi a mormoni získávají adventisté členy také misijní službou dům od domu. Nabízejí knihy o zdravé výživě a zvou na přednášky o zdravém životním stylu. Teprve poté navazují na Bibli a na adventistické učení. Již touto taktikou se CASD i v Česku dostává do podezření ze sektářství, protože při navazování kontaktu adventisté často nedávají najevo, že za jejich aktivitou je příslušnost k náboženskému směru. Čím více se však nový zájemce dozvídá o adventismu, tím více se jídelní doporučení mění v náboženské příkazy, založené na adventistickém výkladu Starého zákona.
V misijní a charitativní činnosti adventisty motivuje vědomí blízkého Ježíšova příchodu a očekávání soudu nad světem.

### Ellen G. Whiteová
Různí adventisté přikládají roli Ellen G. Whiteové různou důležitost. Jedním pólem je její uznání za plnohodnotnou prorokyni, druhým pólem je její odmítání. Ve svých dílech se dopustila mnohých plagiátorství.
Alois Adlof popisuje chápání Ellen G. Whiteové ve 30. letech 19. století takto: Její spisy pokládají adventisté za stejně inspirované jako Bibli. Byl-li o něco spor, rozhodován býval jejím hlasem právoplatně. Protivit se jí, bylo protivit se Duchu sv. A přec tato žena, ač velice nadaná, byla tak omylná jako kdo jiný. Ale to jí nepřekáželo, aby o svých vlastních výpovědích tvrdila: Toto je Bůh, který mluvil, a ne mýlící se smrtelník. K tomu znamenitě ilustruje její inspiraci ta okolnost, že často, když napsala svá svědectví, napsané pozměnila, anebo jinak napsala. Celé stránky, věty, řádky vymazala a něco jinak sestavila. Předčítala rukopis svému muži, který jí navrhoval mnohou změnu, kterou také ochotně přijala. Kromě toho dopustila se mnohých plagiátů, sestavujíc své knihy z jiných, aniž by to vyznala a přiznala.
Zdeněk Vojtíšek k roli Ellen G. Whiteové tvrdí: Učení nové církve je formováno stovkami zjevení, desítkami knih a tisíci článků, traktátů a jiných materiálů své prorokyně a zakladatelky. Skutečně autoritativní výklad Bible a lidských dějin však náleží Ellen Whiteové. Je považována za prorokyni a její odkaz je mezi deseti miliony adventistů stále živý.
K historické úloze Ellen G. Whiteové tvrdí Alois Adlof toto: Dříve majetné rodiny byly nyní (po nenaplněném očekávání Kristova příchodu roku 1844) ožebračeny. Mnozí museli být uklizeni a pod stráž postaveni, aby jejich rodiny se na nich nemstily. Jejím přičiněním se stalo, že po hrozném fiasku roku 1844 celé hnutí nezaniklo. Když však zmocnili se hnutí Whiteovi a vtiskli mu nynější ráz adventisticko-sabotářský, Miller marně proti tomu pozdvihl hlasu. Whiteová napsala o něm, že na konec William Miller pozdvihl svého hlasu proti nebeskému světlu.
Ellen G. Whiteová trpěla epilepsií v důsledku úrazu hlavy v dětství a její záchvaty byly pokládány za proroctví. Alois Adlof popisuje její zdravotní stav takto: Pomatená žena je jejich prorokyní. Její vidění pokládají za zjevení nebeská. Dr. Williem Russel, který byl dlouhá léta adventistou a prvním lékařem v jejich sanatoriu v Battle Creek, napsal už roku 1869: Vidění paní Whiteové vyplývají z chorobné soustavy, aneb z chorobnosti mozku a nervové soustavy. Dr. Fairfieh, rovněž adventista a dlouhá léta lékař v témž sanatoriu, psal roku 1887, že nemá žádné pochybnosti o tom, že její vidění jsou čistě hysterické záchvaty. Stáří pak ji téměř vyléčilo.

## Přidružené organizace

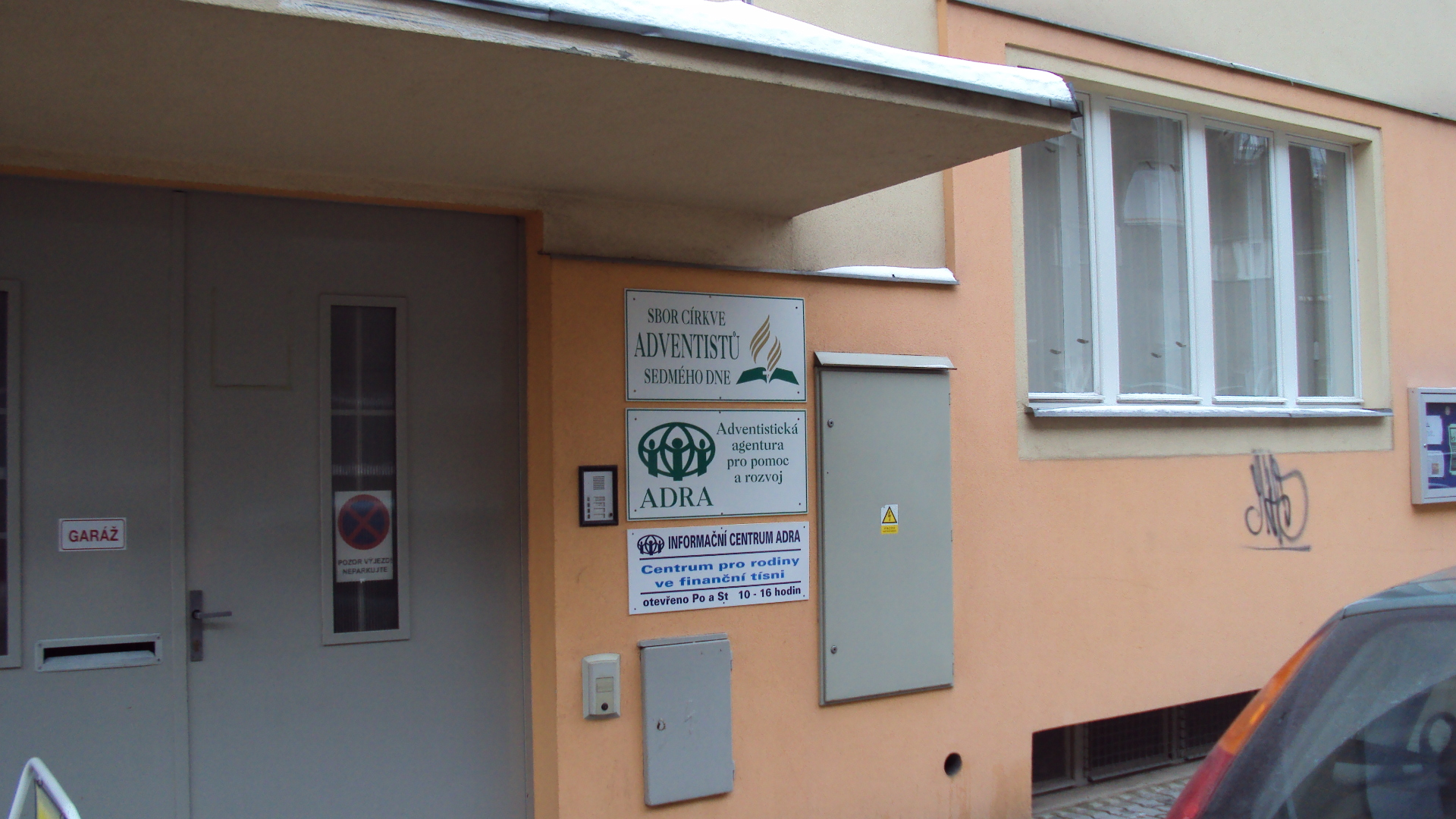
Českolipská pobočka adventistů je společně s Adrou

Adventistická agentura pro pomoc a rozvoj (ADRA) je humanitární organizace s celosvětovou působností. Hlavní činností Adry je bezprostřední a dlouhodobá pomoc při humanitárních katastrofách v zahraničí.
Církev Adventistů sedmého dne je také zapojena do kaplanské služby v ozbrojených silách, věznicích, nemocnicích a u policie.
Život a zdraví je občanské sdružení, které se zaměřuje na osvětovou činnost formou přednášek, besed, kurzů, seminářů, sympozií, táborů, výstav a výchovných zdravotních programů na základě zásad zdravé výživy, preventivní medicíny a zdravého životního stylu.
Klub Pathfinder je občanské sdružení dětí, které připravuje rozmanité zájmové aktivity zaměřené na smysluplné využívání volného času dětí a mládeže. Skautským způsobem vychovává adventistickou mládež.
Středisko korespondenčních kurzů (SKK) je středisko zaměřené nejen na vzdělávání, nýbrž zejména na rozvoj jednotlivce i celé široké veřejnosti ve všech oblastech života (tělesná, duševní, sociální a duchovní) – v jejich neoddělitelné celistvosti. V této době nabízí 7 korespondenčních a internetových kurzů pro dospělé: „Harmonická rodina“, „Zvládej svůj život“, „Vezmi zdraví do svých rukou“, „Impulzy života“, „Globální problémy“, „Objevy v Bibli“ a „Utopie“. Na webu SKK najdete také kurzy pro děti ve věku 8–11 let s názvem „Hledej, pátrej s pathfindery“ a pro náctileté (12–17 let) s názvem „Hledání odpovědí“. Korespondenční kurzy „Hledání odpovědí“ a „Hledej, pátrej s pathfindery“ mají sice na webu SKK odkaz, spravuje je však výše uvedené občanské sdružení Klub Pathfinder. České SKK má společně se slovenským SKK profil na sociální síti Facebook. Tento facebookový profil má název „Korespondenční kurzy“.
Teologický seminář Církve adventistů na Sázavě zajišťuje vzdělávání duchovních pracovníků.
Advent Orion je vydavatelství Církve adventistů sedmého dne. Vydává čtvrtletník Znamení doby, měsíčník Advent a časopisy pro děti a mládež. Vydává také ostatní církevní literaturu.
Country life – vegetariánské restaurace ve volném spojení s Církví adventistů.
Newstart – projekt zdravého životního stylu ve volném spojení s Církví adventistů sedmého dne.
Hope TV – adventistická internetová televize.
AWR rádio – adventistické internetové rádio.

## Ekumenická rada církví
Církev adventistů sedmého dne má status pozorovatele Ekumenické rady církví. Výlučný postoj však znemožňuje účast v tomto hnutí.